# Imaclava
Imaclava là một chi ốc biển, là động vật thân mềm chân bụng sống ở biển trong họ Drilliidae.

## Các loài
Các loài thuộc chi Imaclava bao gồm:
- Imaclava asaedai (Hertlein & Strong, 1951)[2]
- Imaclava hotei (Otuka, 1949)[3]
- Imaclava pilsbryi Bartsch, 1950[4]
- Imaclava unimaculata (Sowerby I, 1834)[5]